# سالبوتامول
سالبيوتومول (Salbutamol) هو دواء ذو مدى قصير ناهض للمستقبلات بيتا 2 ويستخدم لإرخاء عضلات القصبات الملساء في أمراض تسبب تشنج هذه العضلات ومنها الربو والتهاب القصبات المزمن
يوجد منه نوعان قصير الأمد وطويل الأمد ويعطيان عن طريق الاستنشاق. هذا الدواء بشكله قصير الأمد خطة العلاج الأولى لكل من الربو والتهاب القصبات المزمن. أما طويل الأمد فيستعمل ابتداء من المرحلة الثانية من التهاب القصبات المزمن. و يستعمل في الربو ابتداء من مرحلته المتوسطة ولكن في الربو لا يعطى الا مع الستيروئيدات عن طريق القصبات.
تشمل الآثار الجانبية الشائعة الرعاش والصداع وتسرع نبض القلب والدوخة والشعور بالقلق. تتضمن التأثيرات الجانبية الخطيرة كلًا من زيادة التشنج القصبي وعدم انتظام نظم القلب وانخفاض مستويات بوتاسيوم الدم. يمكن استخدام الدواء خلال الحمل والإرضاع دون وجود دليل حاسم على سلامته للحامل وجنينها.
سُجلت براءة اختراع السالبوتامول عام 1966 في بريطانيا، ودخل الأسواق في المملكة المتحدة عام 1969. حظي الدواء بموافقة الاستخدام في الولايات المتحدة عام 1982، وأُدرج ضمن قائمة الأدوية الأساسية النموذجية لمنظمة الصحة العالمية. أصبح الدواء عام 2019 سابع أكثر الأدوية الموصوفة في الولايات المتحدة بأكثر من 60 مليون وصفة.

## الاستخدامات الطبية
يُستخدم السالبوتامول عادةً لعلاج التشنج القصبي (الناجم عن أي سبب، سواء كان الربو التحسسي أو المحرض بالجهد) والداء الانسدادي الرئوي المزمن، ويُعد أيضًا أحد أشيع الأدوية استخدامًا في الإنشاق الإسعافي (موسع قصبي قصير الأمد يخفف وطأة النوب الربوية).
يمكن استخدام الدواء في الحالات التوليدية لتأثيره الناهض لمستقبلات بيتا 2 الأدرينالينية، فيُعطى الشكل الوريدي منه لإيقاف المخاض، إذ يُرخي العضلات الملساء في الرحم لتأخير الولادة الباكرة. يُفضل استخدامه على باقي العوامل الموقفة للمخاض مثل الأتوسيبان والريتودرين، لكن حلت حاصرات قنوات الكالسيوم مثل النيفيديبين مكانه على نطاق واسع كونها أكثر فعاليةً وأفضل تحملًا. يُستخدم السالبوتامول لعلاج فرط بوتاسيوم الدم الحاد لأنه يحرض انزياح هذه الشاردة إلى داخل الخلايا، وبالتالي يخفض من مستوياتها في الدم.

## التأثيرات الجانبية
تشمل التأثيرات الجانبية الشائعة للسالبوتامول الرعاش الخفيف والقلق والصداع والشد العضلي وجفاف الفم والخفقان. تتضمن الأعراض الأخرى كلًا من تسرع نبضات القلب وعدم انتظامها وتورد الوجه ونقص تروية العضلة القلبية (نادر) واضطراب النوم وشذوذ السلوك. يُعد الارتكاس التحسسي من التأثيرات الجانبية النادرة بالغة الأهمية، إذ قد يتظاهر بتضيق قصبي تناقضي وشرًى ووذمة وعائية إضافةً إلى هبوط الضغط والوهط الدوراني. قد تسبب الجرعات المرتفعة والاستخدام المديد انخفاض بوتاسيوم الدم، وهو اختلاط مقلق خاصةً عند المصابين بقصور كلوي والموضوعين على المدرات البولية ومشتقات الرانثين.
يُعد السالبوتامول الإنشاقي ضن المنشقة معايرة الجرعة «المصدر الأساسي المفرد والأهم لانبعاثات الكربون الناجم عن الوصفات الدوائية الصادرة عن هيئة الخدمات الصحية الوطنية (إن إتش إس)».

## علم الأدوية
تزيد مجموعة البوتيل الثالثية في السالبوتامول من خاصيته الانتقائية لمستقبلات بيتا 2، وهي المستقبلات المهيمنة في عضلات القصبات الملساء. يسبب تنشيط هذه المستقبلات تحويل الأدينوزين ثلاثي الفوسفات إلى شكله الحلقي بتواسط إنزيم محلقة الأدينيلات، وبالتالي يبدأ شلال الإشارات الذي ينتهي بتثبيط فسفرة الميوزين العضلي ويخفض تركيز شوارد الكالسيوم داخل الخلية (تؤدي شوارد الكالسيوم وفسفرة الميوزين دورًا أساسيًا في التقبض العضلي).
تمنع زيادة تركيز الأدينوزين ثلاثي الفوسفات الحلقي الخلايا الالتهابية في السبيل التنفسي (مثل الخلايا البيضاء القاعدية والحمضية والخلايا البدينة خاصةً) من إطلاق الوسائط الالتهابية والسيتوكينات. يزيد السالبوتامول وناهضات بيتا 2 الأخرى أيضًا من توصيل القنوات الحساسة لشوارد الكالسيوم والبوتاسيوم ما يؤدي إلى فرط استقطاب العضلات الملساء القصبية واسترخائها. يمكن أن يرشح السالبوتامول عبر الكلية مباشرةً أو يُستقلب أولًا إلى C13H21NO6S الذي يُطرح مع البول.